# 圣克罗蒂达圣殿 (兰斯)
圣克罗蒂达圣殿（Basilique Sainte-Clotilde）是一座罗马天主教宗座圣殿，位于法国香槟地区兰斯的圣亚纳区（quartier Sainte-Anne）。该堂建于1896-1905年，是为纪念克洛维一世受洗1400周年而建，以劝说皈依的王后圣克罗蒂达命名，由建筑师阿方斯·戈塞特设计，新拜占庭风格，希腊十字平面。建筑的灵感来自罗马圣伯多祿大殿和巴黎圣奥斯定堂。
1996年，在圣克罗蒂达圣殿庆祝克洛维一世受洗1500周年，教宗若望保禄二世出席。
2012年4月18日，教堂在屋顶维修过程中被大火烧毁屋顶。，其他部分没有受到影响。2016年7月重新开放。

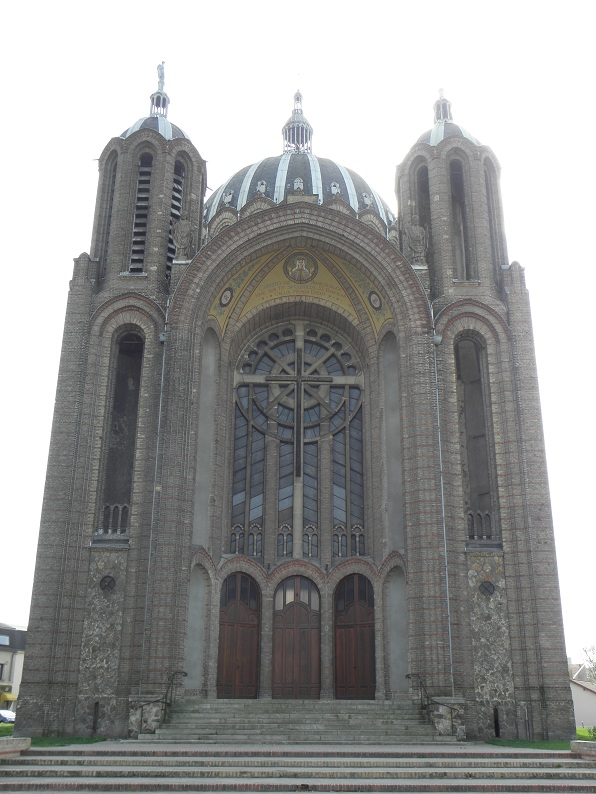
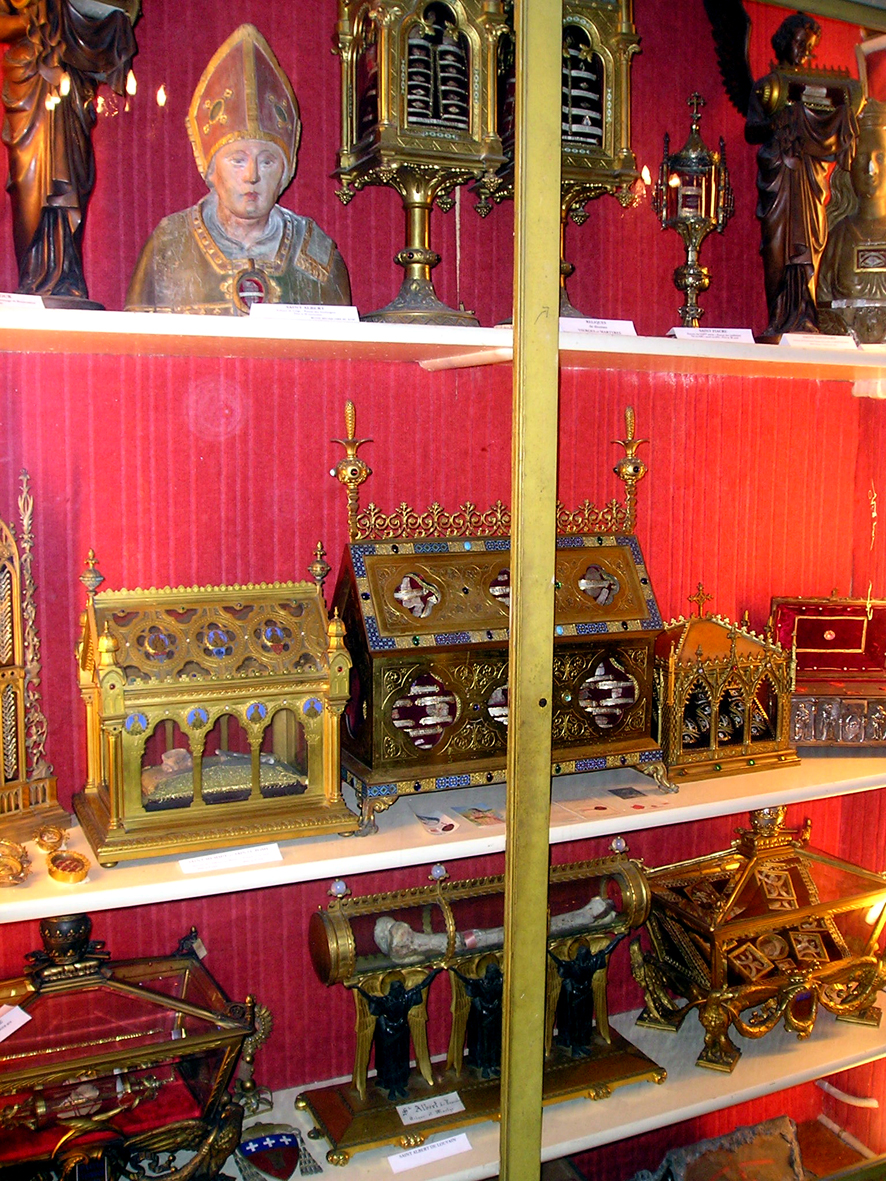
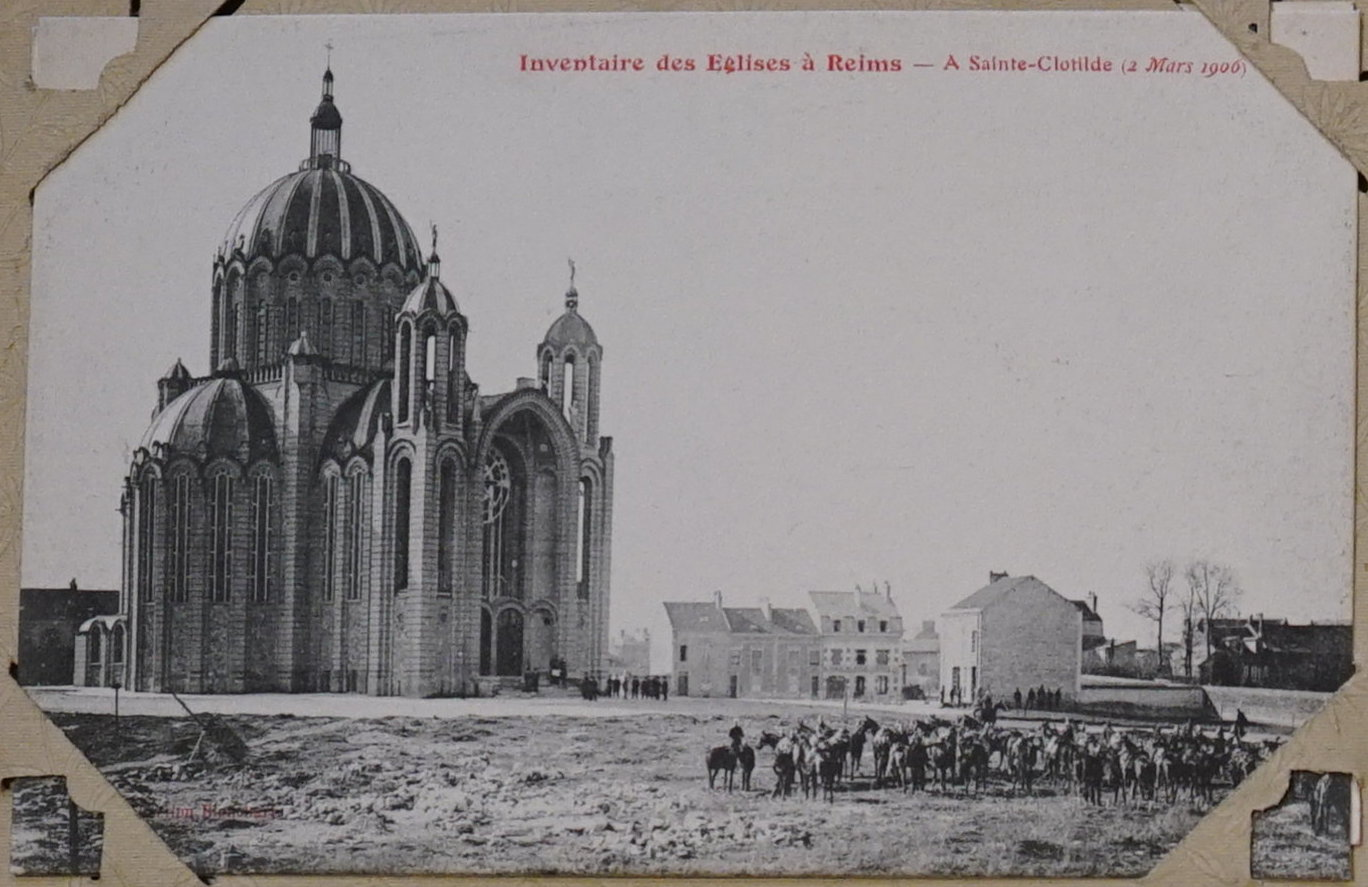
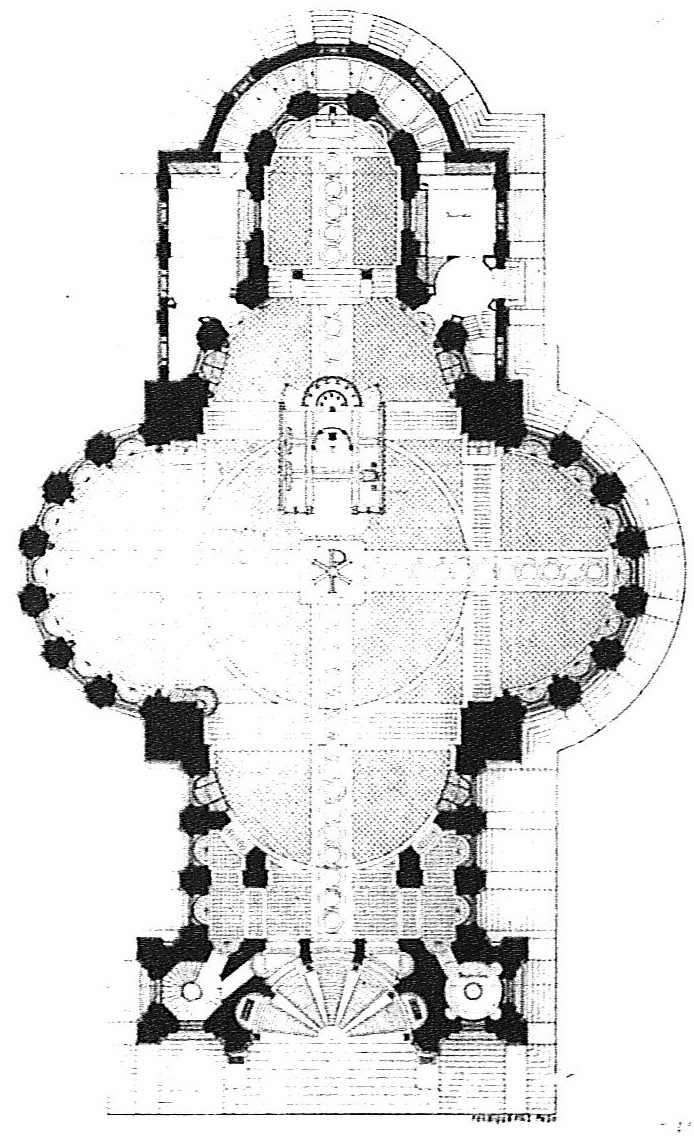
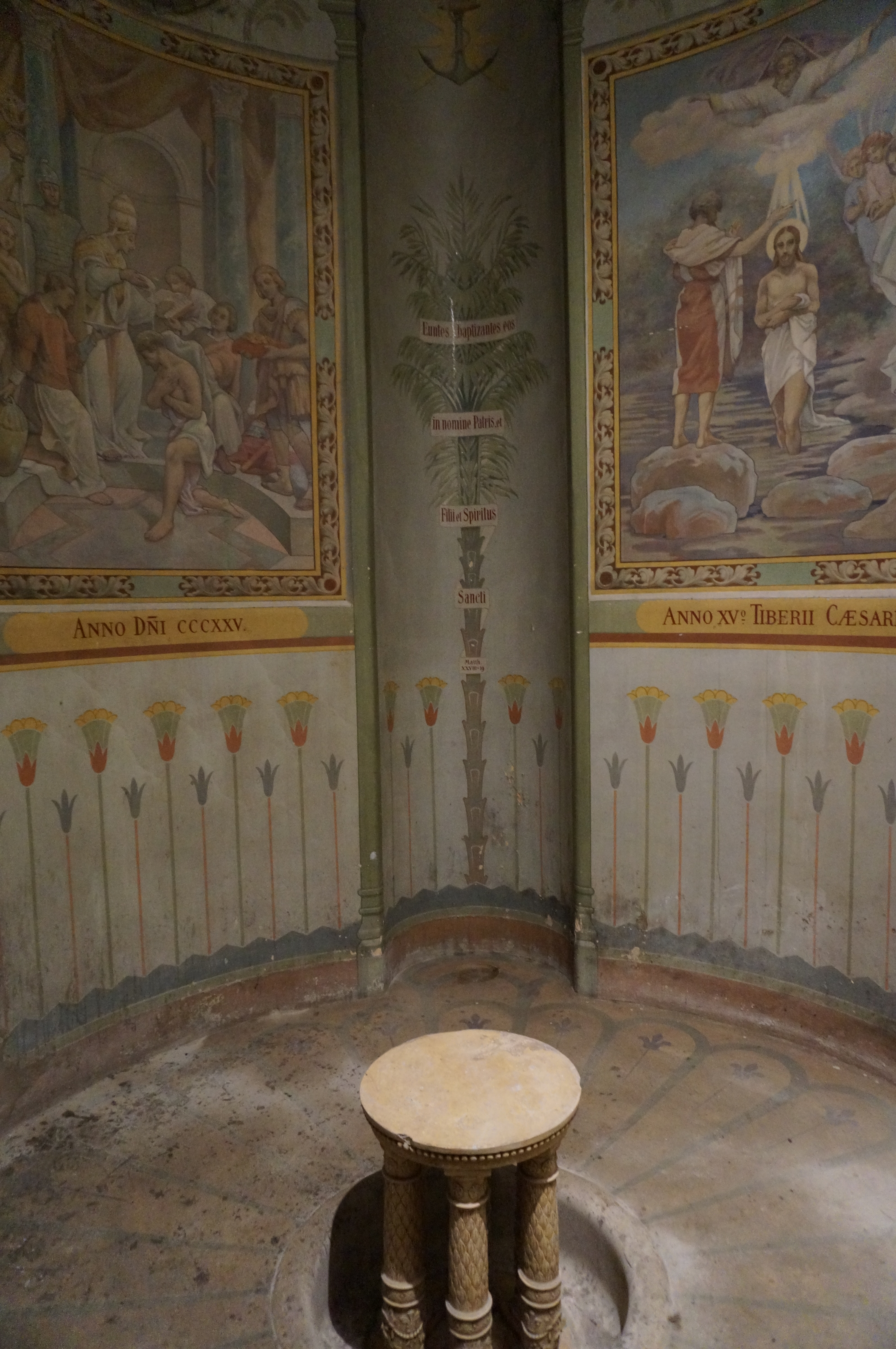
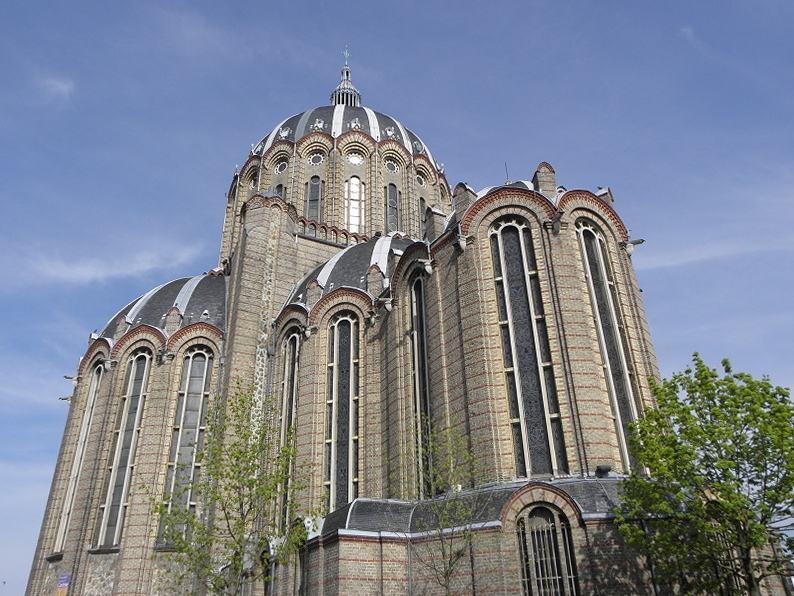
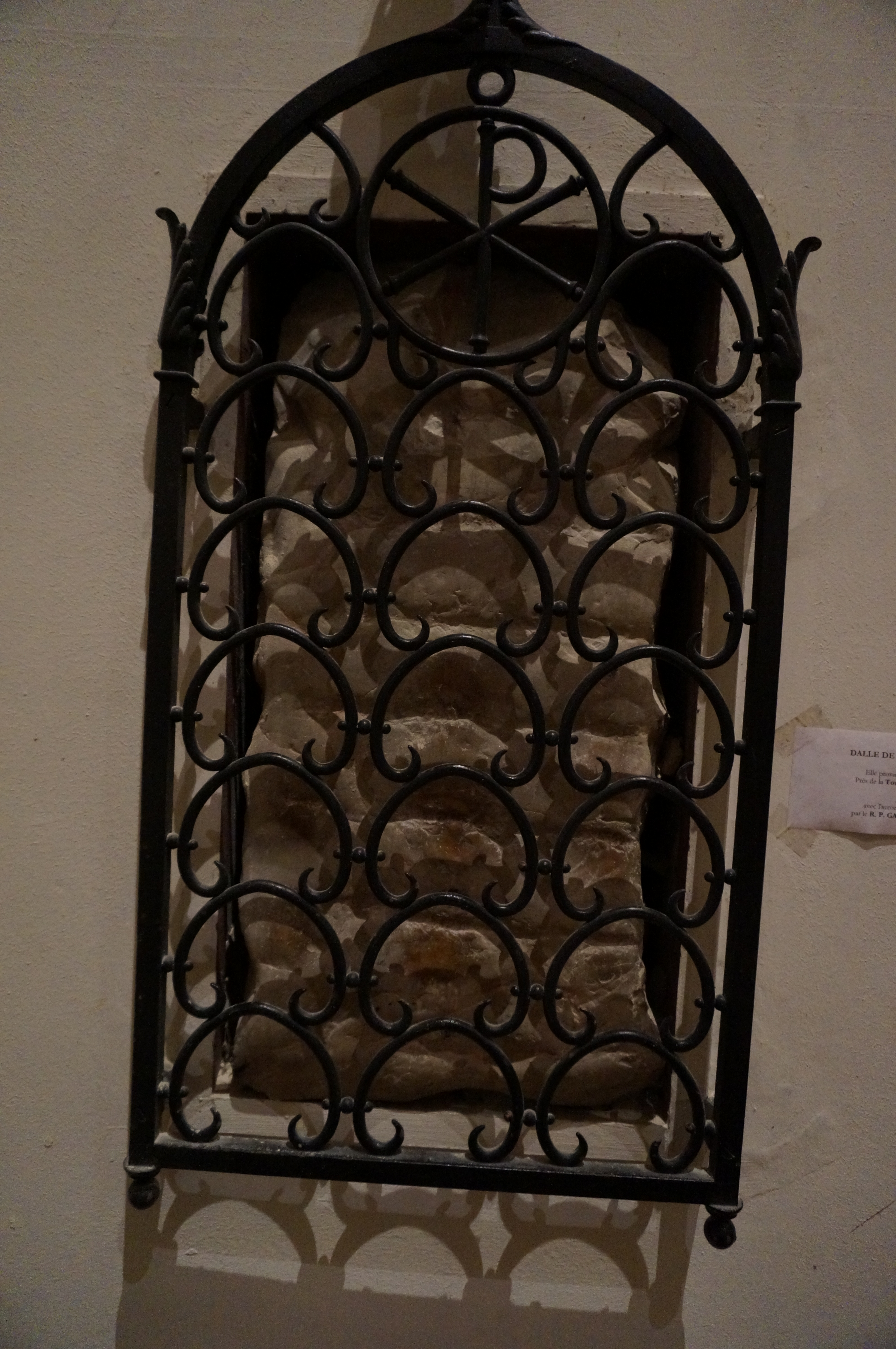
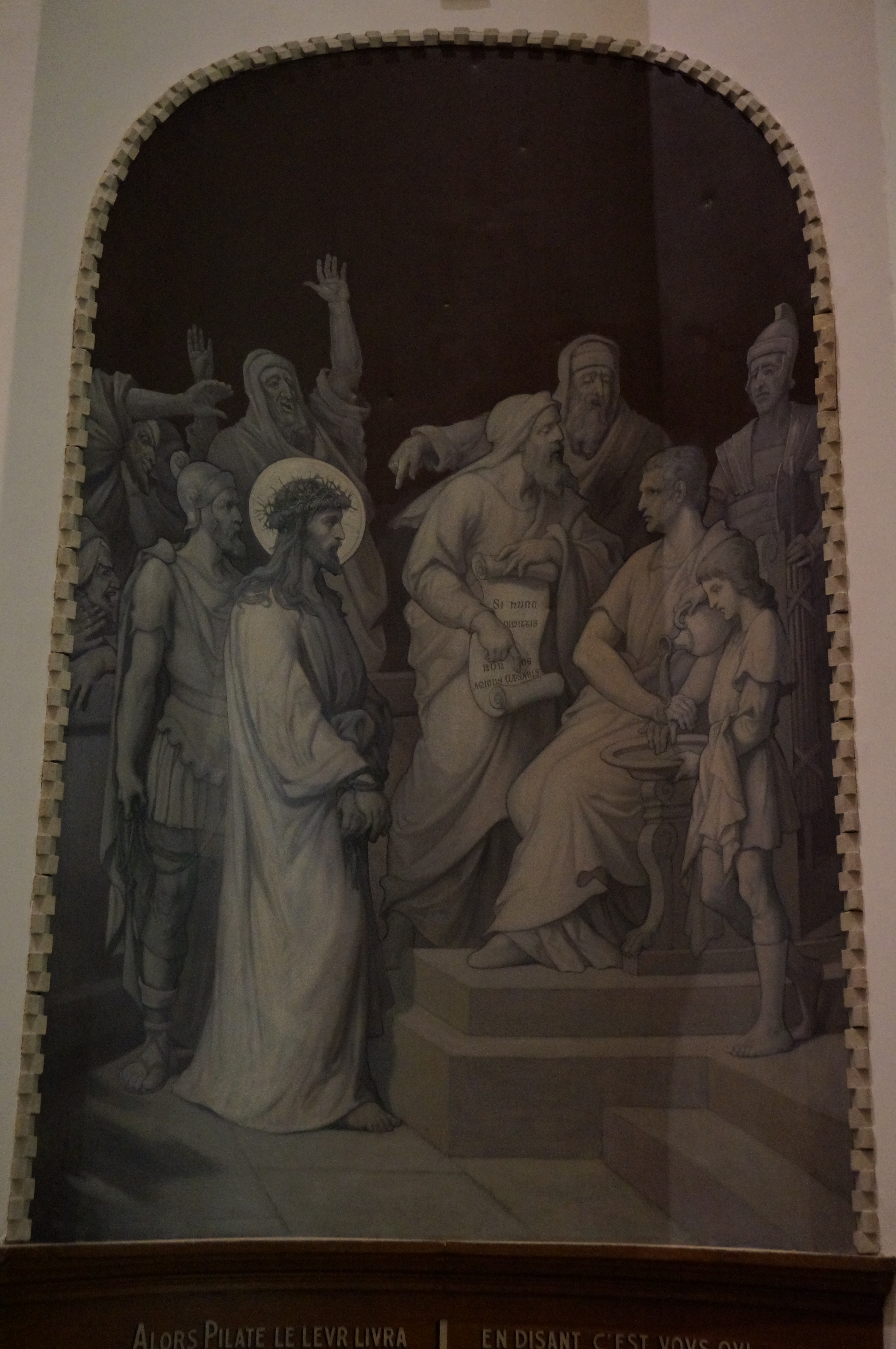
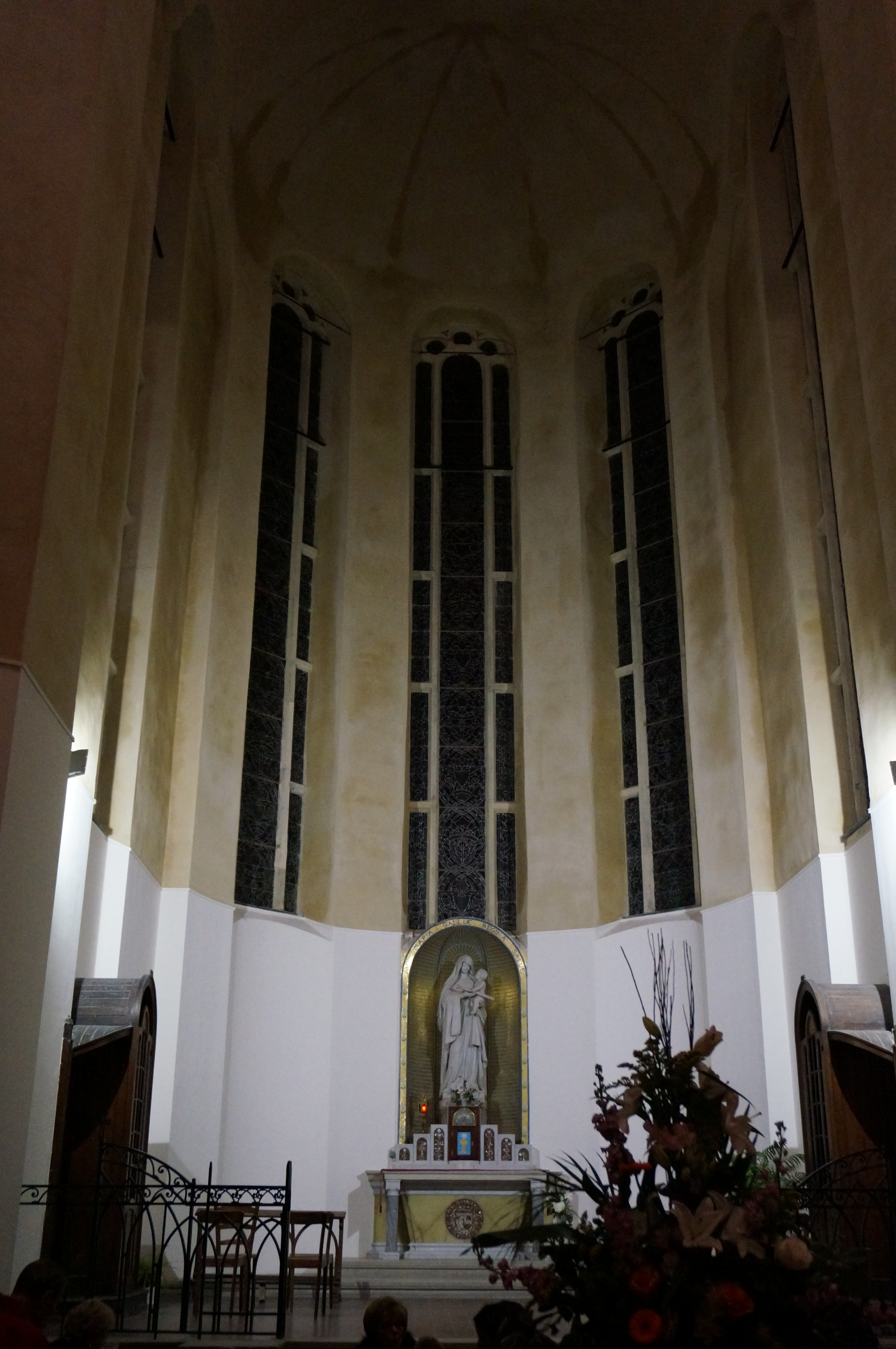
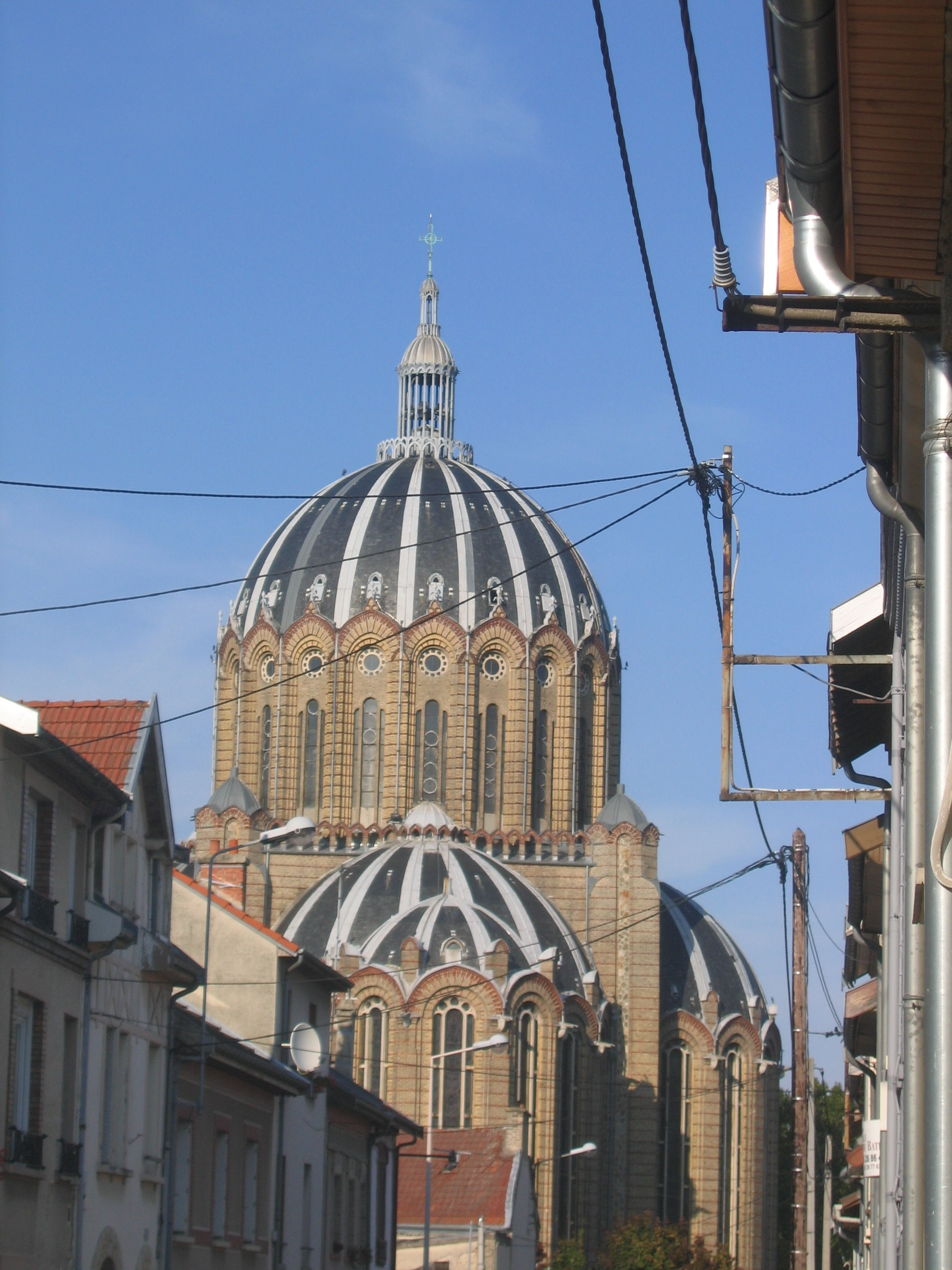